# Triatlo nos Jogos Olímpicos de Verão de 2020 - Revezamento misto
A competição de revezamento misto do triatlo nos Jogos Olímpicos de Verão de 2020 foi disputado em 31 de julho de 2021 no Parque Marinho de Odaiba, em Tóquio. Foi a estreia da prova como evento olímpico e contou com um total de 64 triatletas de 16 Comitês Olímpicos Nacionais (CON).

## Qualificação
As primeiras vagas de qualificação foram concedidas através do ranking de revezamento misto da União Internacional de Triatlo (ITU) de 31 de março de 2020, com os sete melhores CONs obtendo cada um duas vagas. Mais três CONs ganharam duas vagas cada um no evento de qualificação olímpica de revezamento misto da ITU de 2021. O ranking individual de 11 de maio de 2020 foi considerado na sequência, com os melhores triatletas se classificando, respeitando o limite de três por CON e ignorando os dois primeiros de cada CON que se qualificaram por meio das equipes mistas. Uma vaga adicional para cada continente foi para o competidor com melhor ranking de um CON ainda não classificado. CONs que qualificassem dois homens e duas mulheres estavam elegíveis para se juntar às dez equipes previamente qualificadas na prova de revezamento misto.

## Formato
A prova contou com equipes de quatro integrantes (dois homens e duas mulheres). Cada triatleta precisou completar um percurso de 300 metros de natação, 6,8 quilômetros de ciclismo e 2 km de corrida em formato de revezamento.

## Calendário
Horário local (UTC+9)
| Data                | Horário | Fase  |
| ------------------- | ------- | ----- |
| 31 de julho de 2021 | 7:30    | Final |

## Medalhistas
|  | GBR Grã-Bretanha                                               |  | USA Estados Unidos                                       |  | FRA França                                                     |
|  | Jess Learmonth Jonathan Brownlee Georgia Taylor-Brown Alex Yee |  | Katie Zaferes Kevin McDowell Taylor Knibb Morgan Pearson |  | Léonie Périault Dorian Coninx Cassandre Beaugrand Vincent Luis |

## Resultados
Estes foram os resultados da competição:
| Pos.              | CON                | Triatletas                                                               | Natação | Ciclismo | Corrida | Tempo total | Dif.  |
| ----------------- | ------------------ | ------------------------------------------------------------------------ | ------- | -------- | ------- | ----------- | ----- |
| Medalha de ouro   | GBR Grã-Bretanha   | Jess Learmonth Jonathan Brownlee Georgia Taylor-Brown Alex Yee           | 16:13   | 39:57    | 23:14   | 1:23:41     |       |
| Medalha de prata  | USA Estados Unidos | Katie Zaferes Kevin McDowell Taylor Knibb Morgan Pearson                 | 16:28   | 39:26    | 23:31   | 1:23:55     | +0:14 |
| Medalha de bronze | FRA França         | Léonie Périault Dorian Coninx Cassandre Beaugrand Vincent Luis           | 16:35   | 39:51    | 23:21   | 1:24:04     | +0:23 |
| 4                 | NED Países Baixos  | Rachel Klamer Marco van der Stel Maya Kingma Jorik van Egdom             | 16:27   | 39:44    | 23:50   | 1:24:34     | +0:53 |
| 5                 | BEL Bélgica        | Claire Michel Marten Van Riel Valérie Barthelemy Jelle Geens             | 16:25   | 39:57    | 23:51   | 1:24:36     | +0:55 |
| 6                 | GER Alemanha       | Laura Lindemann Jonas Schomburg Anabel Knoll Justus Nieschlag            | 16:26   | 39:53    | 23:59   | 1:24:40     | +0:59 |
| 7                 | SUI Suíça          | Jolanda Annen Andrea Salvisberg Nicola Spirig Max Studer                 | 16:36   | 40:17    | 24:03   | 1:25:27     | +1:46 |
| 8                 | ITA Itália         | Verena Steinhauser Gianluca Pozzatti Alice Betto Delian Stateff          | 16:33   | 40:46    | 24:38   | 1:26:23     | +2:42 |
| 9                 | AUS Austrália      | Ashleigh Gentle Matthew Hauser Emma Jeffcoat Jacob Birtwhistle           | 16:27   | 41:16    | 24:19   | 1:26:27     | +2:46 |
| 10                | ESP Espanha        | Anna Godoy Fernando Alarza Miriam Casillas Mario Mola                    | 16:29   | 41:10    | 24:24   | 1:26:31     | +2:50 |
| 11                | HUN Hungria        | Zsanett Bragmayer Bence Bicsák Zsófia Kovács Tamás Tóth                  | 16:43   | 41:11    | 24:14   | 1:26:43     | +3:02 |
| 12                | NZL Nova Zelândia  | Ainsley Thorpe Tayler Reid Nicole van der Kaay Hayden Wilde              | 16:47   | 40:39    | 24:56   | 1:26:53     | +3:12 |
| 13                | JPN Japão          | Yuko Takahashi Kenji Nener Niina Kishimoto Makoto Odakura                | 16:38   | 40:48    | 25:10   | 1:27:02     | +3:21 |
| 14                | CAN Canadá         | Amélie Kretz Matthew Sharpe Joanna Brown Alexis Lepage                   | 16:40   | 40:36    | 25:23   | 1:27:21     | +3:40 |
| 16                | MEX México         | Cecilia Pérez Crisanto Grajales Claudia Rivas Irving Pérez               | 16:38   | 41:32    | 25:59   | 1:28:53     | +5:12 |
|                   | AUT Áustria        | Julia Hauser Alois Knabl Lisa Perterer Lukas Hollaus                     | DNS     | DNS      | DNS     | DNS         | DNS   |
| DSQ               | ROC                | Alexandra Razarenova Dmitry Polyanski Anastasia Gorbunova Igor Polyanski | 16:23   | 41:11    | 25:02   | 1:27:13     | +3:32 |